# Leprechaun
Leprechaun (wym /ˈlɛpɹəkɔːn/, irl. leipreachán) – w mitologii irlandzkiej zamieszkujący Irlandię rodzaj skrzata.

## Leprechaun w folklorze
Według folkloru spotkanie leprechauna jest wydarzeniem bardzo rzadkim, i jeśli już, to ma miejsce zwykle w okolicy elfich fortów, którymi zwykle są drumliny i starodawne fortyfikacje (takie jak szańce).
Leprechauny są samotnikami, mieszkającymi w odległych miejscach i zajmują się wyrobem butów. Nazwa leprechaun znaczy dosłownie „szewc”. Jego obecność zdradzają czasem rytmiczne uderzenia jego szewskiego młotka, jeżeli akurat pracuje.
Z wyglądu, leprechaun przypomina drobnego, włochatego, starego człowieczka, o pomarszczonej twarzy i wzroście przeważnie nieprzekraczającym trzech stóp (ok. 93 cm). Nosi kapelusz, skórzany fartuch roboczy, wełnianą kamizelkę, krótkie spodnie, długie pończochy i buty ze srebrnymi sprzączkami. Zawsze nosi brodę i zwykle pali fajkę. W opisach z czasów bardziej współczesnych naszym, leprechaun nosi szmaragdowozielony anglez (długi surdut), który jest nieodłącznym elementem jego bardzo kolorowego stroju – źródłem tego jest jednakże jego obraz na płatkach śniadaniowych Lucky Charms, a nie przekazy tradycyjne.
Ma zawsze przy sobie dwie sakiewki: jedna zawiera srebrną, a druga złotą monetę. Srebrna moneta służy Leprechaunowi do płacenia za wszelkie potrzebne mu dobra; dzięki swej magicznej mocy zawsze znika z kieszeni sprzedającego i powraca do pierwotnego właściciela. Złota moneta służy mu za łapówkę dla każdego, który ją schwyta; po zmianie właściciela zamienia się błyskawicznie w popiół lub w suche liście.
Leprechauny znają miejsca, w których zakopane są skarby, jakimi często są gliniane naczynia wypełnione złotem. Jeżeli jeden z nich zostanie złapany to zdradzi to miejsce, ale kosztowności nie odda łatwo, skąd wzięło się powiedzenie, że skarb leprechauna leży „po drugiej stronie tęczy” (czyli jest nie do zdobycia).
Leprechauny kochają celtyckie sporty i muzykę. Mają też skłonność do alkoholu i podkradania ludziom różnych rzeczy. Są złośliwe; uwielbiają płatać wymyślne i dobrze przemyślane figle, na co jest wiele przykładów w folklorze irlandzkim. Na przykład, pewnego razu rolnik złapał leprechauna i zmusił go do wydania miejsca ukrycia skarbu. Leprechaun powiedział mu, że skarb został zakopany pod jednym z rosnących na polu chwastów. Rolnik obwiązał roślinę czerwoną chustą, wypuścił leprechauna i poszedł po łopatę. Gdy wrócił, wszystkie chwasty na tym polu były obwiązane identycznymi czerwonymi chustami. 
Leprechauny są uważane za obrońców elfickiej społeczności, a szczególnie za rodzaj straży pałacu królowej elfów. Potrafią dla każdej skradzionej owcy lub kozy sporządzić uprząż i galopować nocą przez góry i doliny na jej grzbiecie.

## Leprechauny w literaturze, filmie i muzyce
- John Franklin Bardin(inne języki): The Deadly Percheron (1946) (ISBN 1-84195-013-0 [UK] lub ISBN 1-890208-10-8 [US])
- Robert Stevenson: Darby O’Gill i krasnoludki (1959)
- Mark Jones(inne języki): Karzeł (1993)
- John Henderson(inne języki): Waśnie w świecie baśni (1999)
- Francis Ford Coppola: Tęcza Finiana (1968)
- J.K. Rowling: Harry Potter i Czara Ognia (2000) – w polskim tłumaczeniu Andrzeja Polkowskiego jako „leprokonus”[1]
- Paul Hoen(inne języki): Irlandzkie szczęście (2001)
- Lil’ Flip: The Leprechaun (2000) – album muzyczny
- Neil Gaiman: Amerykańscy bogowie (2001)